# 번든 파크 참사
번든 파크 참사(영어: Burnden Park disaster)는 잉글랜드 그레이터맨체스터주 볼턴에 있었던 볼턴 원더러스 FC의 홈 구장인 번든 파크에서 일어난 사고로, 수용인원을 초과한 경기장의 시설물의 붕괴하면서 발생한 사고다. 이 사고로 33명이 사망하고 수백 명이 부상을 입었으며, 1971년 두 번째 아이브록스 참사가 일어나기 전까지 영국에서 가장 많은 인명 피해를 낸 경기장 관련 사고로 기록되었다.